# آرشین مالالان (فیلم ۱۳۳۹)
آرشین مالالان (به معنای پارچه‌فروش) یک فیلم سیاه‌وسفید ایرانی است که در سال ۱۳۳۹ توسط صمد صباحی بر پایهٔ اپرای آرشین مال آلان نوشتهٔ اوزیر حاجی‌بیف ساخته‌شده‌است. ویگن و تهمینه نقش‌های اصلی را در این فیلم بر عهده داشتند.

## خلاصه داستان
پدری قصد دارد که دخترش را به پیرمرد متمولی شوهر دهد اما او شیفتهٔ بزاز دوره گردی است...